# 黑鑽石 (佛羅里達州)
黑鑽石（英語：Black Diamond）是位於美國佛羅里達州西特拉斯縣的一個人口普查指定地區。

## 地理
黑鑽石的座標為28°54′41″N 82°29′33″W / 28.91139°N 82.49250°W，而該地最高點為海拔高度17米（即56英尺）。

## 人口
根據2010年美國人口普查的數據，黑鑽石的面積為10.20平方千米，當中陸地面積為10.20平方千米，而水域面積為0.00平方千米。當地共有人口1101人，而人口密度為每平方千米107人。